# Прокофьев, Николай Викторович
Николай Викторович Прокофьев (Nikolai Prokof’ev) — российский и американский физик-теоретик, кандидат физико-математических наук, старший научный сотрудник, профессор. Автор научных работ с высоким индексом цитирования (индекс Хирша 53).

## Биография
Родился 16 мая 1959 года.
Окончил в 1982 году Московский инженерно-физический институт (с 2009 года — Национальный исследовательский ядерный университет «МИФИ»).
С 1984 по 1999 год работал в Курчатовском институте, старший научный сотрудник.
В 1987 г. защитил кандидатскую диссертацию: Квантовое туннелирование тяжелых частиц в металле : диссертация … кандидата физико-математических наук : 01.04.02. — Москва, 1987. — 150 с.
С 1999 года работает в департаменте физики Университета Массачусетса, Амхерст, США, в настоящее время — профессор.

## Научная деятельность
Соавтор нового алгоритма: Boninsegni, M; Prokof’ev, Nikolai; and Svistunov, Boris, «Worm algorithm and diagrammatic Monte Carlo: A new approach to continuous-space path integral Monte Carlo simulations» (2006). Physics Review E. 1137

### Публикации
- H.B. Прокофьев, Б. В. Свистунов, И. С. Тупицын. Exact, complete and universal continuous-time wordline Monte Carlo approach to the statistics of discrete quantum systems // ЖЭТФ — 1998. — T. 114. — С 570—573.
- В. А. Кашурников, А. И. Подливаев, Н. В. Прокофьев, Б. В. Свистунов, «Сверхтоковые состояния в одномерных кольцах конечного размера», УФН, 166:8 (1996), 905; Phys. Usp., 39:8 (1996), 847
- Spectral analysis by the method of consistent constraints. N. V. Prokof’ev, B. V. Svistunov. Письма в ЖЭТФ, 97:11 (2013), 747—751
- Ю. М. Каган, Н. В. Прокофьев. ЖЭТФ 90, 2176 (1986); 97, 1698 (1990).
- Yu.Kagan, K.A.Kikoin and N.V.Prokof’ev. Heavy fermions in the Kondo lattice as neutral quasiparticles, Physica B182, 201—208, 1992.
- Yu.Kagan, K.A.Kikoin, N.B.Prokof’ev. On the nature of the pseudogap in the low energy spectrum of noncubic Kondo insulators. Physica B 199&200, 211—212, 1994.
- Yu.Kagan and N.V.Prokof’ev. The tunneling current in heavy-fermion systems. J.Phys.:Cond.Mat. 5, 6189-6201, 1993.
- Перенормировка эффективной массы и эффект де Гааза-ван Альфена в системах с тяжелыми фермионами. Каган Ю.. Кикоин К. А., Прокофьев Н. В.
- Каган Ю., Кикоин К. А., Прокофьев Н. В. Перенормировка эффективной массы и эффект де Гааза-Ван Альфена в системах с тяжелыми фермионами. Письма в ЖЭТФ. т. 56, вып. 4.
- Кашурников В. А., Подливаев А. И., Прокофьев Н. В., Свистунов Б. В. Сверхтоковые состояния в одномерных кольцах конечного размера — ЖУРНАЛ «УСПЕХИ ФИЗИ-ЧЕСКИХ НАУК», 1996, т. 166, № 8, с.905-906 (2/0.5).
- Каган Ю., Максимов Л. А., Прокофьев Н. В. Квантовая диффузияи рекомбинация атомов в кристалле при низких температурах. -Письма в ЖЭТФ, 1982, т. 36, с. 204—207.
- Прокофьев Н. В., Свистунов Б. В., Тупицын И. С.. Точный процесс квантового Монте-Карло для статистики дискретных систем // Письма в ЖЭТФ, том 64, вып. 12
- Prokof’ev N., Ruebenacker O., Svistunov B. Critical Point of a Weakly Interacting. Two-Dimensional Bose Gas // Physical Review Letters. 2001. Vol. 87, no. 27. P. 270402.
- Prokof’ev N., Svistunov B. Two-dimensional weakly interacting Bose gas in the fluctuation region // Physical Review A. 2002. Vol. 66, no. 4. P. 043608.